# Campionati del mondo di atletica leggera indoor 2014 - 1500 metri piani femminili
I 1500 m femminili si sono tenuti il 7 e l'8 marzo 2014.

## Risultati

### Batterie
Le prime 2 di ogni batteria e i 3 migliori tempi vanno in finale
| Pos | Batteria | Atleta                 | Nationalità   | Tempo   | Note             |
| --- | -------- | ---------------------- | ------------- | ------- | ---------------- |
| 1   | 2        | Abeba Aregawi          | Svezia        | 4:08.74 | Q                |
| 2   | 2        | Axumawit Embaye        | Etiopia       | 4:09.46 | Q                |
| 3   | 2        | Nicole Sifuentes       | Canada        | 4:09.49 | q                |
| 4   | 2        | Siham Hilali           | Marocco       | 4:09.76 | q                |
| 5   | 2        | Svetlana Karamasheva   | Russia        | 4:10.91 | q                |
| 6   | 1        | Rababe Arafi           | Marocco       | 4:10.95 | Q                |
| 7   | 1        | Heather Kampf          | Stati Uniti   | 4:11.27 | Q                |
| 8   | 1        | Yelena Korobkina       | Russia        | 4:11.43 |                  |
| 9   | 1        | Gudaf Tsegay           | Etiopia       | 4:11.83 |                  |
| 10  | 1        | Jemma Simpson          | Gran Bretagna | 4:11.93 |                  |
| 11  | 3        | Treniere Moser         | Stati Uniti   | 4:12.63 | Q                |
| 12  | 1        | Danuta Urbanik         | Polonia       | 4:13.34 |                  |
| 13  | 3        | Luiza Gega             | Albania       | 4:13.78 | Q                |
| 14  | 2        | Katarzyna Broniatowska | Polonia       | 4:14.31 |                  |
| 15  | 2        | Claire Tarplee         | Irlanda       | 4:15.64 |                  |
| 16  | 3        | Mimi Belete            | Bahrein       | 4:16.02 |                  |
| 17  | 3        | Isabel Macías          | Spagna        | 4:17.14 |                  |
| 18  | 3        | Maruša Mišmaš          | Slovenia      | 4:18.92 |                  |
| 19  | 1        | Eliane Saholinirina    | Madagascar    | 4:19.64 | Record nazionale |
| DQ  | 3        | Gamze Bulut            | Turchia       | 4:24.52 | Doping           |

### Finale

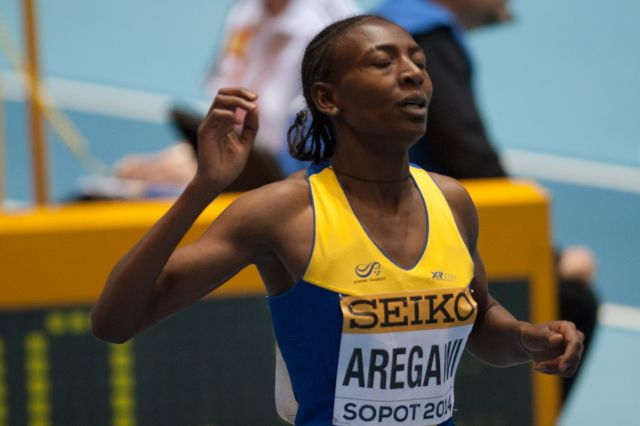
Abeba Aregawi

| Pos | Atleta               | Nationalità | Tempo   | Note                                     |
| --- | -------------------- | ----------- | ------- | ---------------------------------------- |
|     | Abeba Aregawi        | Svezia      | 4:00.61 |                                          |
|     | Axumawit Embaye      | Etiopia     | 4:07.12 | Miglior prestazione personale            |
|     | Nicole Sifuentes     | Canada      | 4:07.61 | Record nazionale                         |
| 4   | Siham Hilali         | Marocco     | 4:07.62 | Miglior prestazione personale stagionale |
| 5   | Treniere Moser       | Stati Uniti | 4:07.84 | Miglior prestazione personale            |
| 6   | Luiza Gega           | Albania     | 4:08.24 |                                          |
| 7   | Svetlana Karamasheva | Russia      | 4:13.89 |                                          |
|     | Rababe Arafi         | Marocco     | DQ      | R163.3(b)                                |
|     | Heather Kampf        | Stati Uniti | DQ      | R163.3(b)                                |